# Cleynmann Károly
Cleynmann Károly (Kleynmann Károly) (Majna-Frankfurt, 1772. január 15. – Szirák, 1833. február 15.) hittudós, református lelkész.

## Élete
Atyja kereskedő volt; iskolai pályáját Erlangenben végezte, ahol hittudorrá avatták. 1793-ban a bécsi református egyházközség meghívta második prédikátorának; 1816-ban a pesti református német közönség hozta le lelkészeül és itt 1832 nyaráig viselte hivatalát, midőn nyugalomba vonult Szirákra a Teleki grófok birtokára.

## Munkái
- Religionsvorträge. Wien. 1803.
- Ester Unterricht im Christenthum für die Jugend. Uo. 1804.
- Kommet herein! Oder Ruf der Kirche an ihre Kinder in der gegenwärtigen bedrängten und gefahrvollen Zeit. Eine Predigt gehalten am ersten Adventsonntage 1813. Wien.
- Der Krieg vor dem Richterstuhle der Vernunft und Religion. Uo. (1813.)
- Predigten. In den Jahren 1813–14. Uo. 1814. Két kötet.
- Gott mein Alles, meine Freude, mein Trost. Andachtsbuch für gebildete Christen. Uo. 1813. (2. kiadás. 1816. 3. jav. k. 1820. 5. k. 1854. Uo. Magyarra: Isten én örömem… czímmel Nagy György fordította, Kolozsvár, 1827. Isten mindenem… czímmel ford. Várady István, Kassán, v n. 2. kiadás Pest, 1844. 3. Szász Károly által átnézett kiadás. Uo. 1858. Ford. Szilády Károly, Kassa, 1847.)
- Todten-Feyer bey dem höchstbetrübten Hintritte… der Frau Erzherzogin Hermine von Oesterreich… Pesth, 1817. (Gyászb. Cl. K. és Brunn Frigyes Ágosttól. Ugyanez magyar kiadásban. Bécs, 1817.)

Egyházszónoklati német folyóiratot is indított meg Bécsben Wächter superintendenssel együtt. Ujabb beszédeit is szándékozott sajtó alá adni, de a halál ebben megakadályozta. Arczképét Egger W. festménye után John F. metszette rézbe.